# 8月32日へ
『8月32日へ』（はちがつさんじゅうににちへ）は、神聖かまってちゃんの4thアルバム。2011年8月31日にワーナーミュージック・ジャパンから発売された。

## 解説
前作より8ヶ月ぶりとなるアルバム。当初は上記の発売日を目標にアルバム制作を行っていると発表され、公約通りに発売された。先着購入特典として、2010年4月15日に渋谷屋根裏にて行われたライブの模様を完全収録したDVDがプレゼントされた。
本作を引っ提げ、2011年8月29日に放送された、TBS系「カミスン!」に出演。生放送の地上波音楽番組への初登場を果たした。「23才の夏休み」が演奏されたが、の子はなるとを持ち出しながら終始暴れ回り、司会の中居正広を困惑させるといった内容であった。その2週間後の9月12日にも同番組に出演し、同曲を演奏した。

## 収録曲
| 全作詞・作曲: の子、全編曲: 神聖かまってちゃん。 | |       |            |      |
| #                                                | タイトル | 作詞  | 作曲・編曲 | 時間 |
| 1.                                               | 「グロい花」 | の子  | の子       | 5:19 |
| 2.                                               | 「22才の夏休み」 | の子  | の子       | 4:07 |
| 3.                                               | 「夕暮れメモライザ」 | の子  | の子       | 4:54 |
| 4.                                               | 「コタツから眺める世界地図」(シングル版ではゲストボーカルである藤和エリオ（CV大亀あすか）が歌唱しているが、本アルバムではの子によるセルフカバーを収録。) | の子  | の子       | 4:03 |
| 5.                                               | 「映画」 | の子  | の子       | 3:59 |
| 6.                                               | 「僕は頑張るよっ」 | の子  | の子       | 5:19 |
| 7.                                               | 「制服b少年」 | の子  | の子       | 3:48 |
| 8.                                               | 「死にたい季節」 | の子  | の子       | 4:45 |
| 9.                                               | 「バグったのーみそ」 | の子  | の子       | 2:47 |
| 10.                                              | 「23才の夏休み」 | の子  | の子       | 3:40 |
| 11.                                              | 「26才の夏休み」 | の子  | の子       | 4:49 |
| 合計時間:                                        | 合計時間: | 47:30 |            |      |

## 演奏者
- mono - キーボード
- の子 - ボーカル、ギター、キーボード、プログラミング
- ちばぎん - ベース、コーラス
- みさこ - ドラムス